# Mariä Himmelfahrt (Rubens)
Mariä Himmelfahrt ist ein Altargemälde von Peter Paul Rubens in der Liebfrauenkathedrale im belgischen Antwerpen.

## Beschreibung
Ein Engelschor aus vier großen Engeln und zehn Putten erhebt Maria in einer spiralförmigen Bewegung in den Himmel. Sie ist von Licht und Herrlichkeit umgeben. Um ihr Grab sind elf Apostel versammelt. Thomas fehlt wie bei der ersten Erscheinung des Auferstandenen in der Mitte der Apostel. Auf der linken Bildseite erhebt der Jünger Johannes seine Hände zum Himmel. Bei den Frauen handelt es sich vermutlich um Maria Magdalena und die beiden Schwestern der Jungfrau Maria. Eine der Frauen hält eine Blume in der Hand und verweist somit auf die Blumen mit denen der leere Sarg der Jungfrau gefüllt war.

## Geschichte
1611 wurde ein Wettbewerb für den Himmelfahrtsaltar in der Antwerpener Liebfrauenkathedrale ausgeschrieben. Am 16. Februar 1611 legte Rubens den Geistlichen einen Entwurf vor. Otto van Veen legte einen zweiten Entwurf vor, der sich heute im Collegiate Saint Hippolytus in Poligny befindet. 1612 wurde eine Einigung zwischen Rubens und dem Kapitel erzielt. Im September 1626 war das Werk vollendet; das geht aus einer Quittung hervor. 
Das Altarbild ersetzte ein früheres Altarbild von Frans Floris, das in den Reformation verloren gegangen war. Das Thema des Altars passte zur Gegenreformation, welche der Marienverehrung große Aufmerksamkeit schenkte.
Ursprünglich befand sich das Altarbild in einem barocken Portikusaltar aus Marmor von Robrecht und Jan de Nole. Der Entwurf stammte wahrscheinlich von Rubens. 1794 entfernten die Franzosen das Bild aus der Kirche und rissen den Altar ab. Der heutige Altar stammt aus dem Jahr 1826.
Eine kleine Altelierversion mit einigen Unterschieden gibt es in der National Gallery of Art in Washington, DC. Eine erste Fassung kam in die Houtappel-Kapelle der Antwerpener Jesuitenkirchen. Heute ist sie in im Kunsthistorischen Museum in Wien. Eine weitere Version hängt am rechten Seitenaltar in der Schlosskirche St. Peter und Paul in Kirchheim in Schwaben. Der Entwurf des Gemäldes hängt im Mauritshuis im niederländischen Den Haag. Es zeigt einige Figuren, die später übermalt wurden.

## Galerie

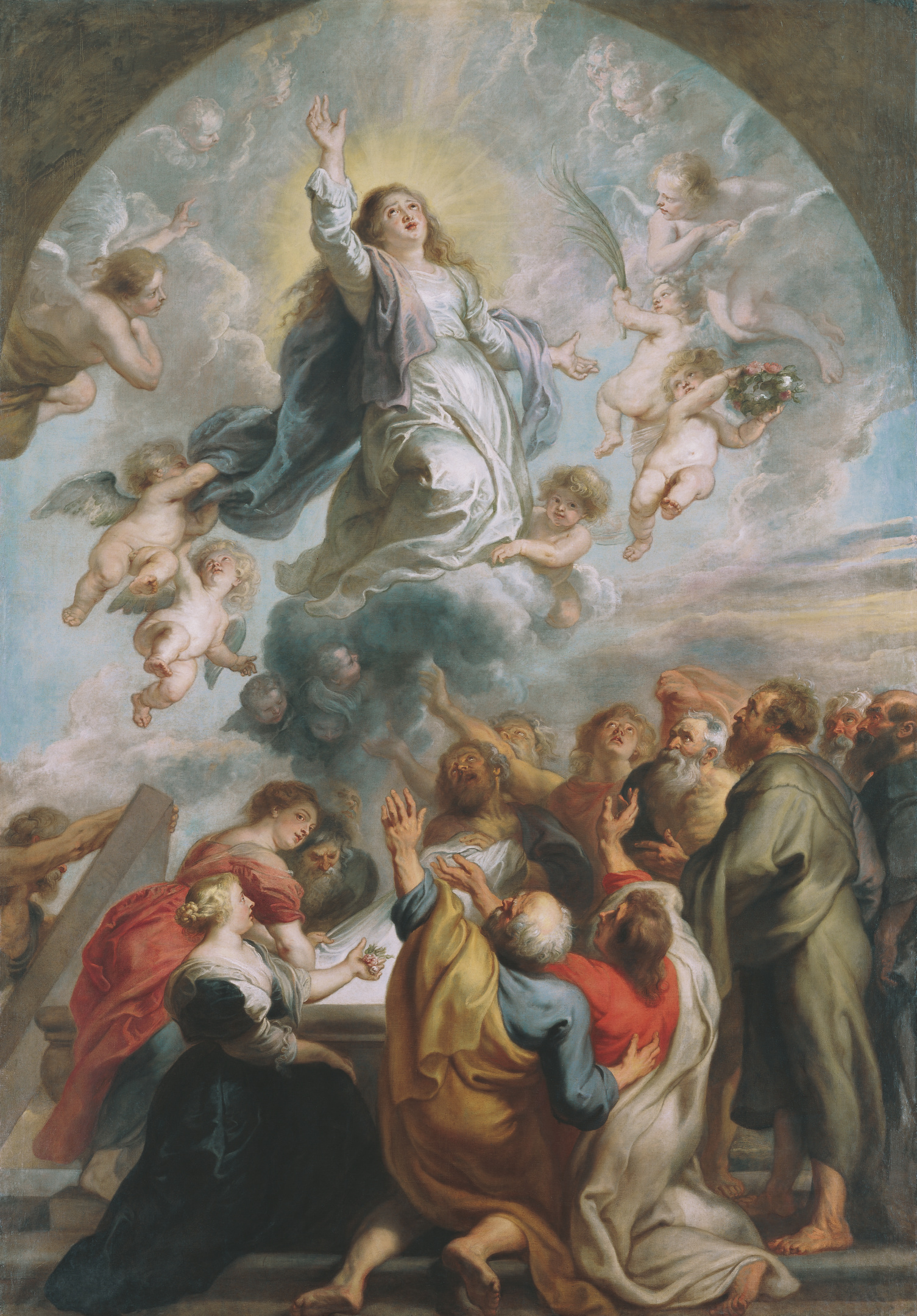
Version in den Liechtenstein Collections
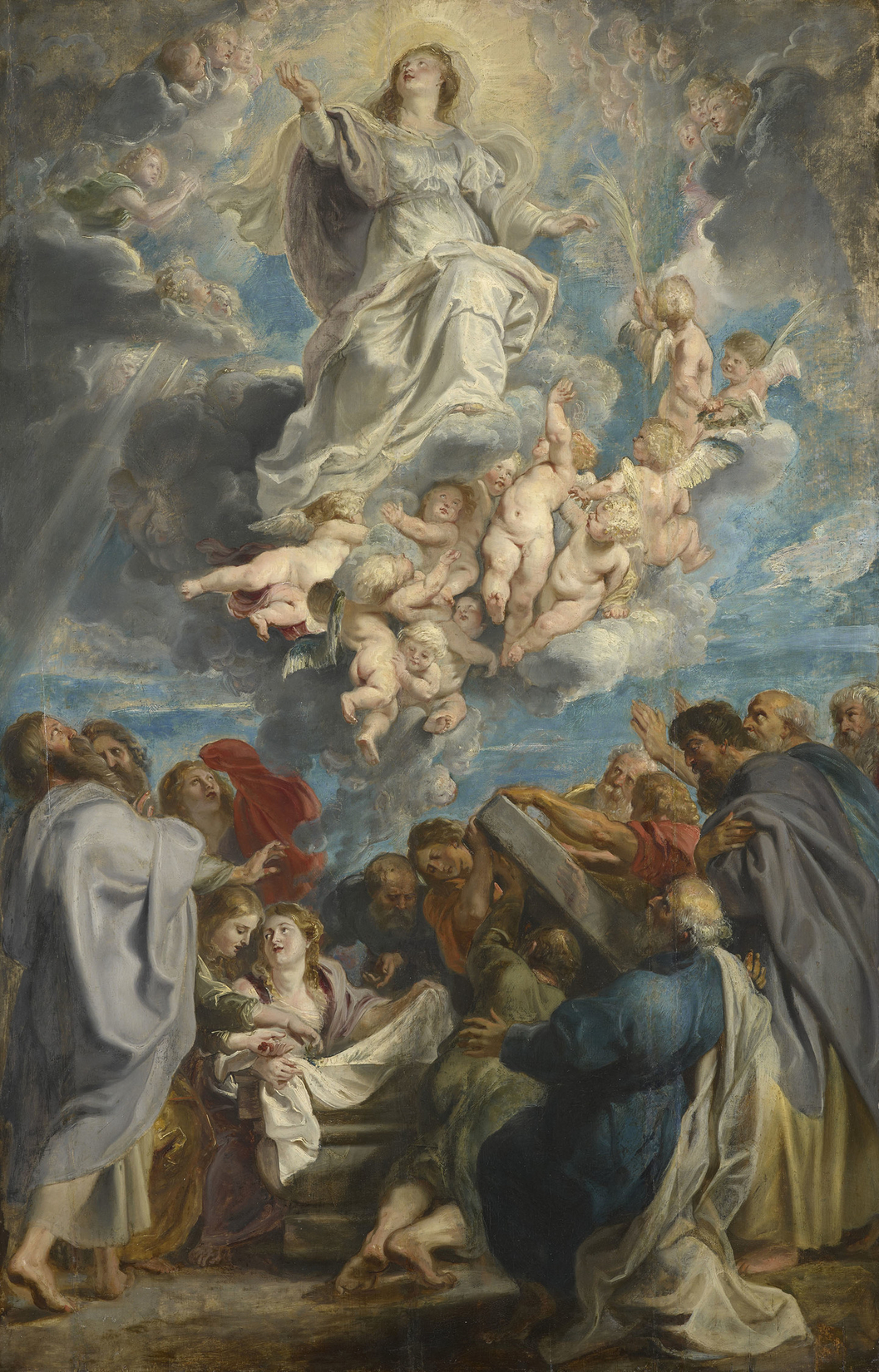
Version in der Royal Collection
Version im Kunsthistorischen Museum Wien
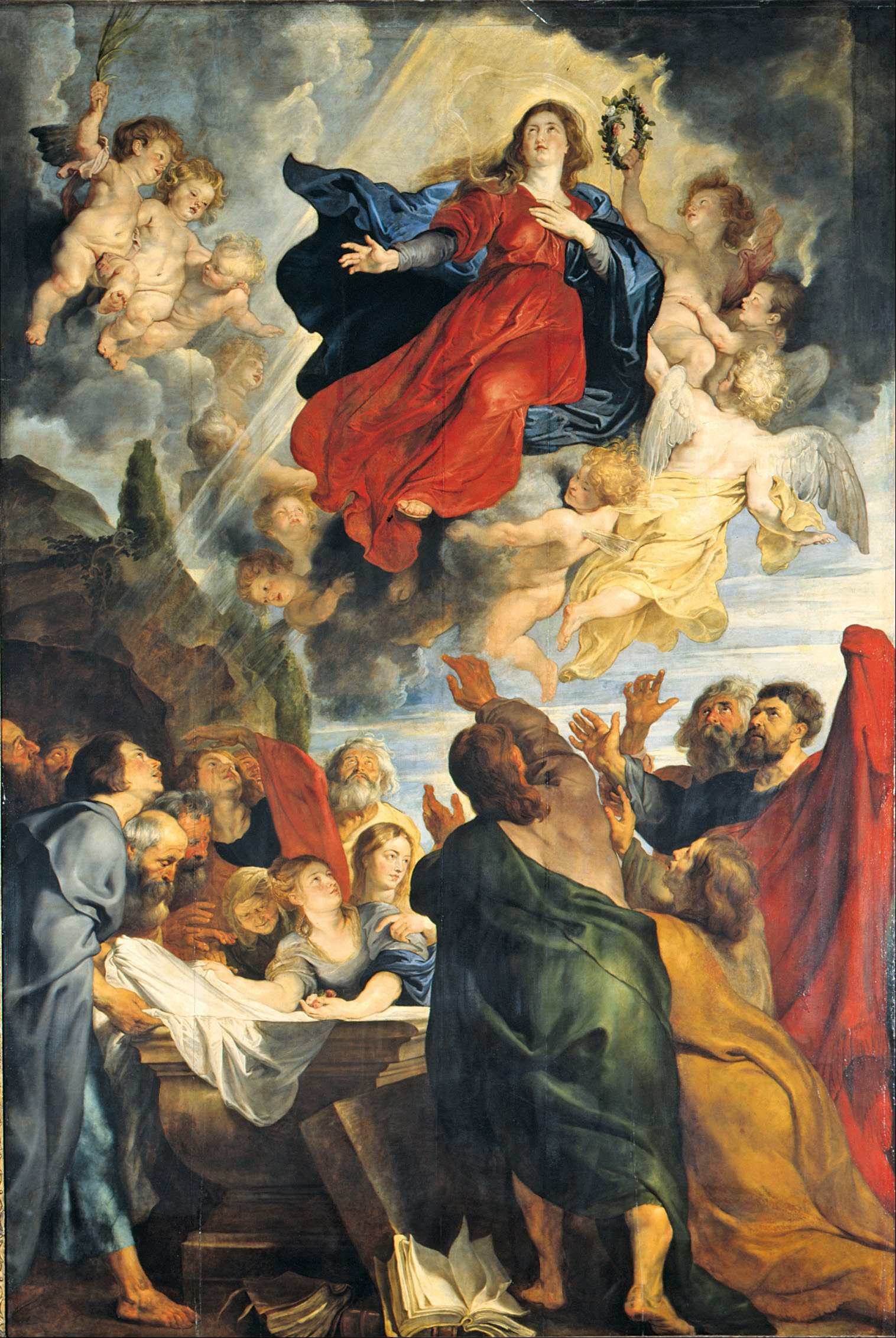
Version im Museum Kunstpalast
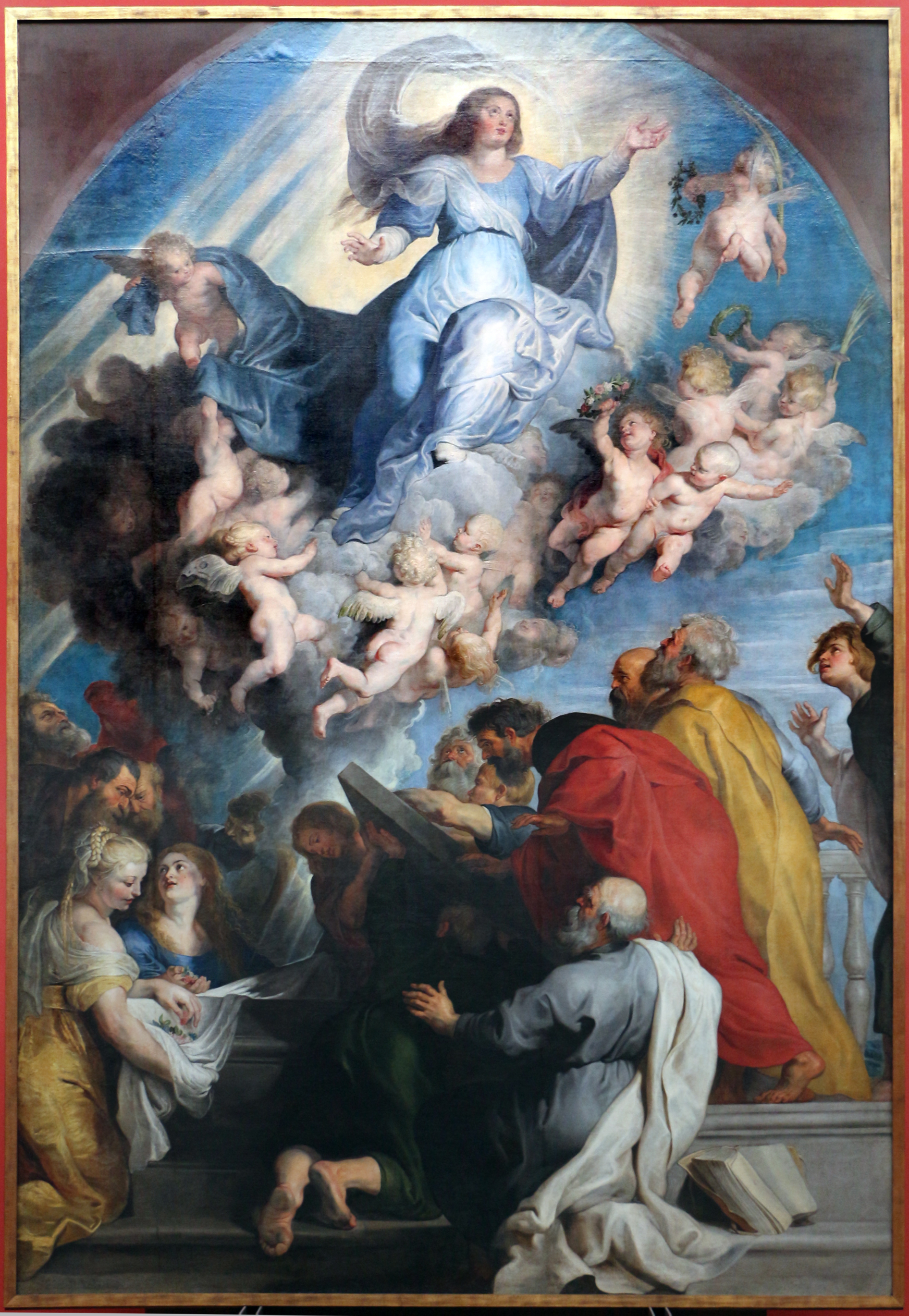
Königliche Museen der Schönen Künste in Brüssel